# Oddział Józefa Oxińskiego

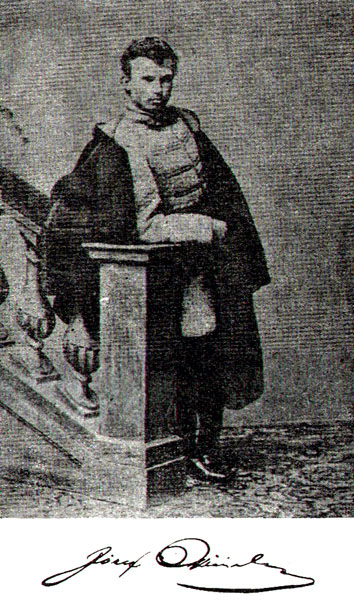
Józef Oxiński

Oddział Józefa Oxińskiego – partia powstańcza operująca w czasie powstania styczniowego w województwie kaliskim.
Dowódcą oddziału był Józef Oxiński, 14 stycznia 1863 mianowany porucznikiem i wyznaczony na dowódcę oddziału powstańczego w województwie kaliskim. 
Oxiński 18 stycznia przybył do Sieradza i przy pomocy naczelnika powstańczego miasta organizował w lasach koło Miedźna pierwszą partię powstańczą, wyłonioną głównie z mieszkańców Sieradza, Szadku i Warty.

Po latach tak charakteryzował tych pierwszych żołnierzy powstania: 

Była to w owych czasach, a może i dzisiaj, najlepsza brać małomieszczańska, rzemieślnicza, umiejąca nie kulturą, lecz sercem najlepiej odczuć miłość dla tej ziemi, a może jeszcze więcej – nienawiść do Moskala i Niemca.

Oxiński patrolował wzdłuż granicy zaborów w celu osłaniania szlaków przerzutów transportu broni, chłopom czytał dekret uwłaszczeniowy, wykonywał wyroki na zdrajcach. Przez długi czas ścigany był bezskutecznie przez oddziały rosyjskie z garnizonów w Sieradzu, Wieluniu i Kaliszu.
Oddział jego został pobity w Rychłocicach 8 maja 1863, lecz wkrótce uszczuplona do 500 ludzi partia odrodziła się.
Po przegranej bitwie koło Przedborza rozpuścił oddział, by przejść pod bezpośrednią komendę gen. Edmunda Taczanowskiego. Od września 1863 znowu organizował siły powstańcze, lecz tym razem w powiatach kolskim i konińskim. Na wiosnę 1864 działał jako organizator wojskowy w zaborze pruskim. 
Dowódca oddziału, aresztowany przez Prusaków w listopadzie 1864, został odstawiony do granicy belgijskiej i zwolniony.